# Trasfusione di granulociti

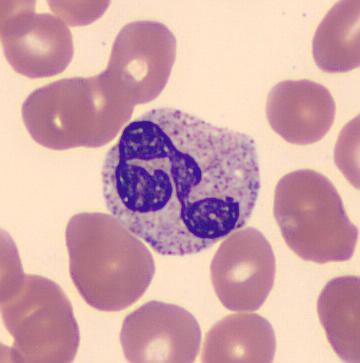
Un neutrofilo in uno striscio di sangue

La trasfusione di granulociti è una procedura medica in cui i granulociti (un tipo di globuli bianchi) vengono infusi per via endovenosa.
Le trasfusioni di granulociti sono state storicamente utilizzate per prevenire e trattare le infezioni nelle persone affette da neutropenia (un livello anormalmente basso di neutrofili), ma la pratica è diminuita di popolarità negli anni '80. L'interesse per la procedura è aumentato negli anni novanta a causa dello sviluppo di una procedura di trasfusione di granulociti, di metodi più efficaci per la raccolta dei granulociti e alla crescita della popolazione di persone con neutropenia grave dovuta alla chemioterapia. Tuttavia, l'efficacia del trattamento rimane poco conosciuta e il suo utilizzo è controverso.

## Storia
In un esperimento del 1934, Strumia somministrò a pazienti neutropenici iniezioni intramuscolari di neutrofili, ma ciò si rivelò inefficace nel migliorare la loro funzione neutrofila.
Nel 1953, Brecher e altri dimostrarono il principio alla base della trasfusione di granulociti infondendo neutrofili nei cani e dimostrando che questi viaggiavano verso i focolai di infiammazione.
Le prime trasfusioni umane di granulociti sono state effettuate negli anni '60, utilizzando globuli bianchi prelevati da persone affette da leucemia mieloide cronica e concentrati mediante centrifugazione.
In seguito sono stati introdotti il trattamento con steroidi e la leucoaferesi, che hanno permesso di raccogliere i granulociti da donatori sani. Tuttavia, queste tecniche non erano molto efficaci in quanto non producevano un'elevata conta di granulociti. A causa della scarsa efficacia, di un profilo di effetti collaterali indesiderati e dell'impossibilità di conservare i granulociti per un periodo di tempo prolungato, l'uso delle trasfusioni di granulociti è diminuito. Anche i miglioramenti nella terapia antimicrobica e nelle cure di supporto hanno avuto un ruolo nella diminuzione della popolarità del trattamento. Tuttavia, l'introduzione del trattamento dei donatori con G-CSF negli anni '90 ha permesso di raccogliere un numero elevato di granulociti da donatori sani. Questo, unito al numero crescente di persone con neutropenia grave a seguito di chemioterapia e alla crescente prevalenza di infezioni multiresistenti, ha portato a un rinnovato interesse per le trasfusioni di granulociti.

## Evidenza scientifica
I granulociti sono una categoria di globuli bianchi che comprende neutrofili, eosinofili e basofili. I neutrofili sono il tipo di granulociti più comune nel sangue normale e svolgono un ruolo fondamentale nella difesa dalle infezioni, soprattutto quelle causate da funghi e batteri. Le persone affette da neutropenia grave, ovvero da un basso numero di neutrofili, hanno un rischio maggiore di sviluppare infezioni gravi. Uno degli approcci per prevenire e trattare le infezioni nelle persone con neutropenia è l'aumento della conta dei neutrofili, che viene comunemente effettuato utilizzando farmaci come il G-CSF che stimolano la produzione di neutrofili nel midollo osseo. Tuttavia, un altro approccio è la trasfusione diretta di granulociti da un donatore nel sangue del paziente.
Degli studi scientifici mostrarono che le trasfusioni di granulociti negli adulti con neutropenia causata da chemioterapia o trapianto di cellule staminali ematopoietiche possano essere di beneficio nelle infezioni severe batteriche o fungine. Tuttavia, non è chiaro se questo abbia un impatto sulla mortalità o sugli eventi avversi maggiori, e l'uso di trasfusioni di granulociti per prevenire le infezioni è considerato controverso a causa del rischio di effetti collaterali gravi. Sebbene gli studi condotti finora siano osservazioni e pertanto di limitata evidenza, una revisione del 2016 ha suggerito che la trasfusione di granulociti potrebbe non essere efficace per il trattamento delle infezioni negli adulti con neutropenia. Attualmente il trattamento è ancora sperimentale.
La trasfusione di granulociti è ancora utilizzata in alcuni casi, ad esempio quando una persona con una neutropenia grave e un'infezione severa non risponde al trattamento antimicrobico. Il trattamento è stato studiato anche in persone affette da anemia aplastica (una condizione in cui il midollo osseo di una persona non produce abbastanza cellule del sangue) e da malattia granulomatosa cronica (un disturbo in cui una persona ha un numero normale di neutrofili, ma non funzionano correttamente).
Ai neonati affetti da neutropenia e sepsi vengono talvolta somministrate trasfusioni di granulociti, anche se uno studio del 2011 ha rilevato che non ci sono prove sufficienti per stabilire se questa pratica sia efficace o meno.

## Donazione
Prima di donare i granulociti, i potenziali donatori devono sottoporsi a procedure di screening e di analisi dopo aver soddisfatto i criteri generali per la donazione di sangue. Poiché il concentrato di granulociti contiene anche globuli rossi, il gruppo sanguigno ABO del donatore viene abbinato a quello del ricevente. Se il ricevente ha anticorpi contro gli antigeni leucocitari umani (HLA), proteine presenti sulla superficie dei globuli bianchi, le cellule del donatore devono essere testate per verificarne la compatibilità, perché gli anticorpi contro i granulociti del donatore possono ridurre l'efficacia della trasfusione e causare reazioni trasfusionali.
Per raccogliere un numero sufficiente di granulociti affinché la trasfusione sia efficace, ai donatori vengono spesso somministrati farmaci per aumentare la conta dei neutrofili prima del prelievo di sangue. Il trattamento comprende in genere corticosteroidi o G-CSF, spesso in combinazione. Questo può portare ad effetti collaterali tra cui mal di testa, dolori ossei e articolari, insonnia e affaticamento. Durante il prelievo, il sangue del donatore viene mescolato con amido idrossietilico, che aiuta a separare i granulociti dagli altri componenti del sangue durante l'elaborazione del campione.
Il sangue del donatore viene quindi sottoposto a leucoaferesi, un processo attraverso il quale i globuli bianchi vengono separati dai globuli rossi e dal plasma. Gli altri componenti del sangue vengono rimessi in circolo nel donatore. Il processo di raccolta dei granulociti dura circa quattro o cinque ore. Poiché durante l'aferesi viene trattata una grande quantità di sangue (da sette a dieci litri), i donatori possono subire effetti negativi dovuti a variazioni dell'equilibrio dei liquidi. Un approccio alternativo, più comunemente utilizzato nel Regno Unito, consiste nel combinare lo strato leucocitario (la frazione di sangue contenente i globuli bianchi) di più donazioni di sangue di routine per creare un prodotto ematico contenente un'elevata quantità di granulociti.
Una volta raccolti, i granulociti hanno una durata di conservazione di 24 ore. La trasfusione viene eseguita entro poche ore dal prelievo. Non possono essere congelati, poiché ciò inibisce gravemente le funzioni delle cellule. Oltretutto, il concentrato di globuli bianchi ottenuto con la leucoaferesi contiene un elevato numero di linfociti T attivi, che possono causare la malattia del trapianto contro l'ospite nel ricevente. Per limitare il rischio è obbligatorio inattivare queste cellule tramite radiazione previa trasfusione.

## Effetti avversi
Gli effetti avversi sono molto più comuni con le trasfusioni di granulociti che con quelle di globuli rossi. Il 25-50% delle persone che ricevono trasfusioni di granulociti presenta effetti collaterali lievi o moderati, mentre l'1% presenta complicazioni gravi. Febbre e brividi sono effetti collaterali comuni. Le trasfusioni di granulociti possono avere effetti sui polmoni, causando tosse, difficoltà respiratorie, ipossiemia e alterazioni nella radiografia del torace. Queste complicazioni polmonari possono essere potenzialmente fatali. Uno studio di revisione ha rilevato che la frequenza degli effetti collaterali legati ai polmoni variava dallo 0 al 53%.
I riceventi possono sviluppare malattie trasmesse dalla trasfusione se gli agenti patogeni sono presenti nel sangue del donatore; questo è un problema particolare con le trasfusioni di granulociti a causa della loro breve durata di conservazione, il che significa che devono essere trasfuse prima che i test sulle malattie infettive siano completati. L'infezione da citomegalovirus (CMV) è preoccupante, poiché questo virus si trova nei globuli bianchi; pertanto, se il ricevente è a rischio di sviluppare una grave malattia da CMV, si raccomanda di raccogliere i granulociti da un donatore CMV-negativo.
Se i globuli bianchi del donatore non vengono irradiati, il ricevente può rischiare di sviluppare la malattia del trapianto contro l'ospite.
Infine, le persone che ricevono trasfusioni di granulociti possono sviluppare anticorpi contro gli antigeni leucocitari umani presenti sulla superficie dei globuli bianchi trasfusi, che possono predisporre a reazioni trasfusionali, ridurre la durata di vita dei globuli bianchi del donatore in circolazione e ridurre l'efficacia delle trasfusioni di piastrine e dei trapianti allogenici di cellule staminali.